# Lugossy Mária
Lugossy Mária (Budapest, 1950. május 9. – Budapest, 2012. augusztus 15.) Munkácsy Mihály-díjas magyar ötvös-, szobrász-, üvegtervező- és éremművész, érdemes művész.

| Lugossy Mária                             | Lugossy Mária                             |
| Kattints az alábbi külső linkek egyikére! | Kattints az alábbi külső linkek egyikére! |
| ----------------------------------------- | ----------------------------------------- |
| Nem található szabad kép.(?)              |                                           |
| külső link · jogvédett                    | Lugossy Mária szobrászművész              |

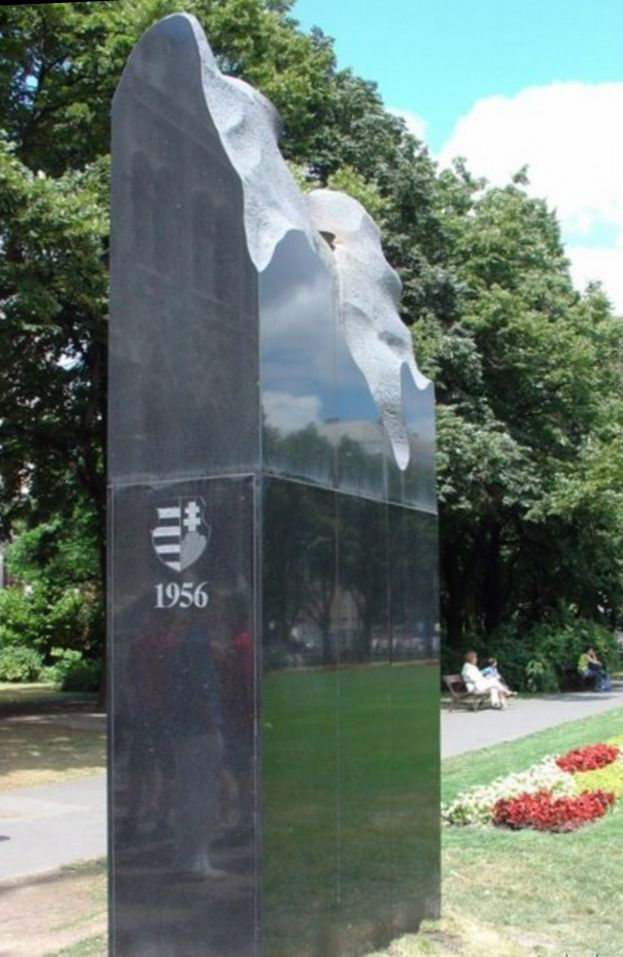
A forradalom lángja (1956) szobor a budapesti Kossuth téren

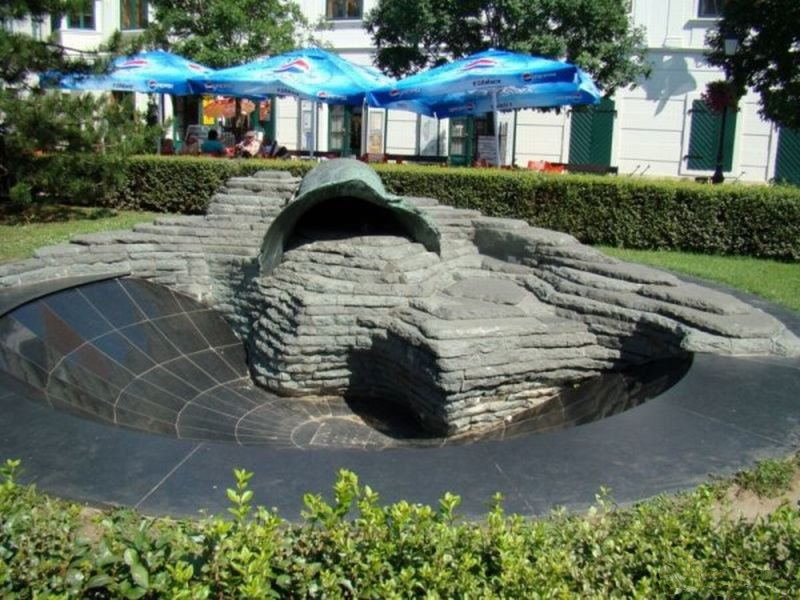
A II. világháború áldozatainak emlékműve Székesfehérvárott

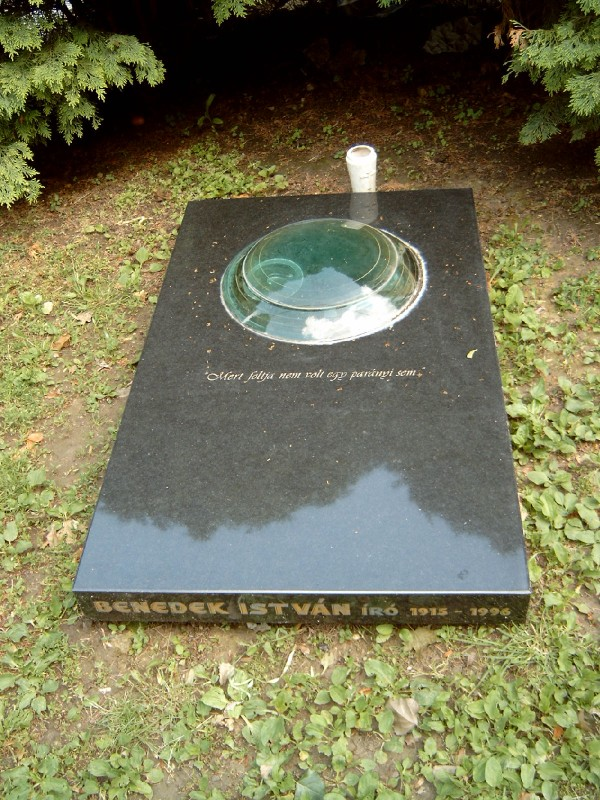
Benedek István sírja a Farkasréti temetőben

## Életrajza
Lugossy Mária eredetileg ötvösnek készült, 1969–1973 között a Magyar Iparművészeti Főiskolán, az ötvös tanszéken, majd 1973–1975 között a Főiskolai Továbbképző Intézetben folytatta tanulmányait.
Már pályája kezdetén is a köztéri alkotások érdekelték leginkább, amit diplomamunkájának témája is tükröz: egy négy méteres elektronikus óra a Győri Közlekedési és Távközlési Főiskola aulájában.
Munkája mellett folyamatosan képezte magát, illetőleg oktatta művész szakmáját, módszereit.
1977–1978-ban a győri Acélszobrász szimpóziumon (Rába művek), 1982-ben a Frauenauban és Nový Borban rendezett Nemzetközi Üvegszimpóziumokon vett részt. 1984-ben Sars-Poteries-ben és a londoni Royal College of Art „Üveg és Építészet” Nemzetközi Üvegszimpóziumain, valamint az „Üveg és Szobrászat és Építészet” Nemzetközi Szimpóziumon Hergiswilben és Immenhausenben folytatott eszmecserét. 1991-ben Sars-Poteries-i Nyári Egyetemen és Château Beychevelle-ben vendégtanárként adott elő. 1994-ben ugyancsak Sars-Poteries-ben, majd 1998-ban Pilchuck-ban tartott előadás-sorozatot a Nyári Egyetemen vendégtanárként.
Pályafutása során hazánkon kívül is számos díjban részesült, többek között Japánban, Angliában és az Amerikai Egyesült Államokban.

## Tagságai
- Magyar Alkotóművészek Országos Egyesülete
- Magyar Képzőművészek és Iparművészek Szövetsége Érem Szakosztály, Szobrász Szakosztály.
- FIDEM, Fédération Internationale de la Médaille d'Art[5]
- Széchenyi Irodalmi és Művészeti Akadémia, 1993.
- Magyar Szobrász Társaság
- Magyar Művészeti Akadémia, 2007.
- G. A. S. (Glass Art Society, USA)

## Társadalmi szerepvállalásai
- 1992-ig a Magyar Képzőművészek és Iparművészek Szövetsége Érem Szakosztály vezetője, jelenleg a Küldöttgyűlés tagja, és a Szobrász Szakosztály vezetője.
- Szobrász Társaság vezetője
- 2005–2008 A Nemzeti Kulturális Alap (NKA)[6] állandó szakmai kollégiumának tagja (Képzőművészeti Szakmai Kollégium)

## Művészete
Gazdag gondolatiság jellemzi művészetét, melyben az alábbi periódusokat szokták elkülöníteni, mind a téma, mind az anyagválasztás és kezelés szerint.
Pályakezdése idején, konstruktivista korszakában fémmel dolgozott, köztéri órákat, ékszereket, érmeket, kisplasztikákat készített. Köztéri óráit a gyakorlati hasznosság, a plasztikai finom megformáltság és a filozófiai tartalom hármasa jellemzi. 1975–1977 között Bohus Zoltánnal, Csiky Tiborral, Nádler Istvánnal, Harasztÿ Istvánnal és másokkal részt vett a Győri Vagon- és Gépgyárban szervezett szobrászati művésztelep létrehozásában. Céljuk az építészekkel együttműködve a városképben átszervezni az emberi környezetet, a közterek funkcióját információs plasztikákkal bővíteni. Terveket készítettek a győri és a kispesti városkép átalakítására. (Ez azonban nem valósult meg).
Harmonikus, ugyanakkor letisztult formavilágú érmei hozzájárultak a műfaj megújulásához. Krómacél kisplasztikái a geometrikus absztrakció jegyében készülnek felhasználva az ipari eszközöket, az ebből adódó formaalakítási lehetőségeket.
Később új anyagokat is bevont a művészi megformálásba: a fémet eleinte plexivel, ásványokkal, majd optikai üveggel kombinálja. A szervetlen, tisztán geometrikus és a szerves, természeti, burjánzó formák kettőssége, hangsúlyozva a különböző szintű kidolgozottsággal, többértelmű gondolati tartalmat hordoz. Ennek a gondolati sornak egyik leglátványosabb állomása a Gyorsuló tér című nagyméretű installáció volt (1981, Dorottya Galéria).
A kozmikus látomás után az élet keletkezése vált az 1980-as évek elejétől induló alkotói periódus témájává. Sajátos világképben az Őstenger, Őskövület hasadékai, Ősanya nyer megfogalmazást, amelyek magukban hordozzák az életet. Ekkor ragasztott, polírozott és homokfúvott síküveg lapokkal dolgozott. A geometriai formában (gúlában, lencsében) megjelenik az életet szimbolizáló belesüllyesztett kisebb motívum (üveglencse, higany, acélgolyó, a későbbiekben bronzfigura), mely a művészetet jelképező zárvány megfelelője. A magasabb rendű életet az üvegtömbbe süllyesztett, bronzból készült torzóra emlékeztető formák előlegezik meg. Majd figurák, emberi testek, fejek, bronz-, ill. vasöntvények kerülnek a szabályos mértani testbe, amelyet burjánzó, matt felületű matéria vesz körül (Minden idők áldozatai, Kristály-éjszaka stb.).
A legújabb művekben egyre nagyobb szerepet kap a kő. Nagyméretű kő a mű alapteste, amelyben a kisebb üveglencse hat a kő zárványaként (Mikrokozmosz). Az üveghatású fekete gránit használata jelzi az új anyagra való áttérés folyamatosságát (Emlékmű a II. világháború székesfehérvári áldozatainak, A forradalom lángja).
2004-től ismét a legfontosabb filozófiai kérdésekhez fordult a „Jégkorszak” című, Műcsarnokban megrendezett kiállításában, mely egyben művészetének összegzése volt. Az élet keletkezése, fenntartása, s pusztulása gondolatát járta körül a 3 teremnyi installációban.
Legújabb, „Napló” címmel megrendezett kiállításában a kisebb klón figurák beépülnek különböző könyv szobrokba és köztéri szobor-makettekbe.

## Díjai
- 1977 – I. Országos Érembiennále, Sopron
- 1978 – Győri Művésztelep, „Alkotói–díj”
- 1981 – Fiatal Képzőművészek Stúdiója, Szeged, II. díj
- 1981 – III. Országos Érembiennále „Ferenczy Béni-díj”, Sopron
- 1981 – Smohay János-díj, Székesfehérvár
- 1982 – A Művelődési Minisztérium kiállítási nívódíja
- 1983 – Munkácsy Mihály-díj, Budapest
- 1984 – Glas–symposium, Immenhausen, I. díj
- 1985 – II. Coburger Glaspreis, Elismerő oklevél
- 1986 – Le Verre au Féminin en Europe, Transparence Galerie, I. díj, Brüsszel
- 1987 – Kleinplastik Triennale, Bürgerpreis, Fellbach
- 1987 – Jutta Cuny-Franz Erinnerungspreis, Bécs
- 1987 – VI. Országos Érembiennále, Sopron, Művelődési Minisztérium díja
- 1987 – VII. Nemzetközi Kisplasztikai Kiállítás, Műcsarnok, Kiállítási díj
- 1989 – XI. Országos Kisplasztikai Kiállítás (Biennále), Pécs
- 1989 – Magyar Képzőművészek és Iparművészek Szövetségének díja
- 1989 – Tavaszi Tárlat, Bakonyi Múzeum, Veszprém, Zirc város díja
- 1989 – Az 1956-os forradalom mártírjainak emlékművére kiírt pályázat II. helyezés
- 1990 – Glass '90 in Japán, Tokió, különdíj
- 1990 – I. Országos Üvegművészeti Triennále, Tihanyi Múzeum, Baranya Megyei Múzeumok díja
- 1990 – The Suntory Prize '90, Suntory Museum of Art, Tokió, Nagydíj
- 1990 – VIII. Országos Érembiennále, Sopron, Művészeti Alap díja
- 1990 – BIVA. I. Nemzetközi Üvegbiennálé, Musée Léger, Biot, nagydíj
- 1992 – Chateau Beyckevello, International Centro d'art contemporain, Nagydíj
- 1992 – Gold Award, Kristallnacht témára kiírt pályázaton, Interfaith Institute, Philadelphia.
- 1992 – XXIII. FIDEM, London British Museum, Nagydíj
- 1993 – Carpe Diem Galerie, Párizs, közönségdíj
- 1993 – A Széchenyi Irodalmi és Művészeti Akadémia levelező tagjai sorába fogadta
- 1994 – A II. világháború székesfővárosi áldozatainak emlékművére kiírt pályázat, I. díj
- 1996 – In memoriam 1956, II. díj Mosonmagyaróvár, Művelődési Ház;
- 1996 – Fődíj a Suntory Prize '96 kiállításon
- 1997 – Nagy Imre-emlékplakett
- 1998 – Nívódíj az 1848-as emlékkiállításon, Veszprém
- 1998 – Finn Éremművészek Szövetségének díja, FIDEM, Hága.
- 2012 – Érdemes művész

## Kiállításai

### Egyéni kiállítások
- 1974 – Magyar Építőművészek Szövetsége (Bohus Zoltánnal és Ardai Ildikóval közösen,) Budapest
- 1975 – Győri Ifjúsági Ház (Bohus Zoltánnal és Csiky Tiborral közösen), Győr
- 1977 – Szoboszlói Kisgaléria (Bohus Zoltánnal közösen), Hajdúszoboszló
- 1977 – Helikon Galéria, Budapest
- 1977 – Egri Kisgaléria (Bohus Zoltánnal közösen), Eger
- 1978 – József Attila Megyei Művelődési Központ (Bohus Zoltánnal közösen), Salgótarján
- 1978 – Művelődési Központ (Bohus Zoltánnal közösen), Eger
- 1978 – Uitz Terem (Bohus Zoltánnal közösen), Dunaújváros
- 1979 – Vasas Galéria (Bohus Zoltánnal közösen), Diósgyőr
- 1980 – Kék Kápolna (Deim Pállal közösen), Boglárlelle
- 1980 – Varsói Magyar Intézet (Bohus Zoltánnal közösen), Varsó
- 1981 – „Gyorsuló Tér” Dorottya Utcai Kiállítóterem, Budapest
- 1982 – Fekete Sas Patika, Székesfehérvár
- 1983 – IV.Országos Érembiennále, Lábasház, Sopron (a III. Biennále nagydíjasainak önálló kiállítása)
- 1984 – Lobmeyr Studio, (Bohus Zoltánnal és Buczkó Györggyel közösen), Bécs
- 1984 – Modern Hungarian Nodals (Nodals and Anti–Nodals) Goldsmiths' Hall, London
- 1984 – Christ Church, Oxford
- 1985 – Pécsi Galéria (Bohus Zoltánnal közösen), Pécs
- 1985 – Kaposvári Galéria (Bohus Zoltánnal közösen), Kaposvár
- 1985 – Heller Gallery, New York
- 1986 – Galerie Ingrid Mensendiek, Düsseldorf
- 1986 – Coleridge Gallery, London
- 1986 – Galerie d'Amon, Párizs
- 1987 – Mária Lugossy, Zoltán Bohus, Kunst im Rathaus, Fellbach
- 1987 – Museum des 20. Jahrhunderts, Bécs
- 1987 – Galerie Trois, Genf
- 1988 – Üvegszobrok, Tihanyi Múzeum (Bohus Zoltánnal és Buczkó Györggyel), Tihany
- 1989 – Lugossy Mária – EST – kiállítással, a Műcsarnok Kamaratermében, Budapest
- 1989 – Habatat Gallery, Detroit, USA (Bohus Zoltánnal)
- 1989 – Galerie D'Amon, Párizs
- 1990 – Galerie L, Hamburg (Bohus Zoltánnal)
- 1991 – Ueda Gallery, (Bohus Zoltánnal), Tokió
- 1992 – „Zárványok” Dorottya utcai Kiállítóterem, Budapest
- 1993 – Carpe Diem Galerie, Párizs
- 1993 – World Economic Forum, Davos
- 1993 – NIKI Gallery, Tokió
- 1994 – Habatat Galleries, Detroit, (Bohus Zoltánnal)
- 1995 – Akadémiai székfoglaló kiállítás, Fővárosi Képtár, Budapest
- 1996 – Galerie 'L., Hamburg [Bohus Zoltánnal]
- 1997 – Vigadó Galéria, Budapest (kat.)
- 1997 – San Nicolo Galerie, Velence
- 1997 – G. Rob van den Doel, Hága
- 1998 – Városi Művészeti Múzeum Képtára [Bohus Zoltánnal], Győr
- 2000 – Dorottya utcai Galéria, Budapest
- 2001 – Vármúzeum, Tata
- 2001 – Mestermű Galéria, Veszprém
- 2001 – Frankfurti Könyvvásár, Frankfurt
- 2001 – Vízivárosi Galéria, Budapest
- 2002 – Üvegpiramis Galéria, Budapest
- 2004 – Jégkorszak, Műcsarnok, Budapest
- 2009 – Plasztika, Vízivárosi Galéria, Budapest

### Csoportos kiállítások
- 1973 – XV. Nemzetközi Triennále, Palazzo del'Arte, Milánó
- 1975 – Jubileumi Képzőművészeti Kiállítás, Műcsarnok, Budapest
- 1977–1985 – I-től V-ig Országos Érembiennále, Lábasház, Sopron
- 1978 – Magyar Szobrászati Kiállítás, Műcsarnok, Budapest
- 1979 – XV. Biennale Internazionale della Piccola Scultura, Padova
- 1979 – Magyar Éremkiállítás, Helsinki, Stockholm
- 1979 – FIDEM, XVIII. Kongresszus és kiállítás, Lisszabon
- 1979 – Magyar Napok, Kortárs Képzőművészeti kiállítás, Firenze, Milánó
- 1980 – Licht–Form–Gestalt, Kunstmuseum, Düsseldorf
- 1980 – Nemzetközi Szobrászati Biennále, Monza
- 1981 – Glaskunst '81, Orangerie, Kassel
- 1981 – Művészeti Galériák Vására, Bari, Olaszország
- 1981 – Ötvös és textilművészet, Collegium Hungaricum, Bécs
- 1981 – Magyar Képzőművészet, Kunstmuseum, Göteborg, Stockholm: Konsthall, Malmö
- 1982 – Országos Képzőművészeti kiállítás, Műcsarnok, Budapest
- 1982 – Magyar Képzőművészet, Galerie Levy, Hamburg
- 1982 – Magyar Éremkiállítás, Puskin Múzeum, Leningrád, Moszkva
- 1982 – 12 Magyar Művész, Józsefvárosi Galéria kiállítása,
- 1982 – San Carlo Galéria
- 1982 – Nemzetközi Grafikai Vásár, Bilbao, Spanyolország
- 1982 – „Az Üveg”, Vigadó Galéria, Budapest
- 1982 – Magyar Üvegszobrászat, Suomen Lasimuseo, Riihimäki, Finnország
- 1983 – Nemzetközi Üvegkiállítás, Valencia, Spanyolország
- 1983 – Essener Glasgalerie, Essen
- 1983 – Tendencias de la Escultura Hungaria Contemporanca, Salas de la Direction General (Internationales) de Bellas Artes et Archivos, Madrid
- 1983 – Gulbekian Alapítvány, Lisszabon
- 1983 – International Glascentrum, Hága
- 1984 – Üvegszobrászat, Ernst Múzeum, Budapest
- 1984 – Magyar Éremkiállítás, London, Oxford
- 1984 – Mai magyar ékszer, Electrum Gallery, London
- 1984 – Sculptur on in Glas, Luzern
- 1984 – Sieben Künstler – ein material, Glas Galerie, Luzern
- 1985 – Contemporary Visual Art in Hungary, Glasgow School of Art, Glasgow
- 1985 – Csók István Képtár, Székesfehérvár
- 1985 – Skulpturische Glas, Hága, Rotterdam
- 1985 – II. Coburger Glaspreis, Veste Coburg, Coburg
- 1985 – Künstlerinnen in Glas–Galerie aus Europe, Luzern
- 1985 – L'art du Verre á Rouen, Musée des Beaux–Arts de Rouen
- 1985 – World Glass Now '85, Szapporo, Japán
- 1986 – International New Art Form, Art Fair, Chicago
- 1986 – Exhibition of Contemporary Hungarian Sculpture, John B. Aird Gallery, Toronto
- 1986 – III. Triennale Kleinplastik, Fellbach
- 1986 – Le Verre au Féminin en Europe, Transparence Galerie, Brüsszel
- 1987 – Lehrer und Schüler, Galerie Heidi Schneider, Horgen
- 1987 – Kortárs Magyar Képzőművészet, Műcsarnok, Budapest
- 1987 – Zeitgenössische Bildende Kunst aus Ungarn, Galerie der Künstler, München
- 1987 – Aktuelle Ungarische Kleinplastik, Dortmund
- 1987 – VI.Országos Érembiennále, Lábasház, Sopron
- 1987 – VII. Budapesti Nemzetközi Kisplasztikai Kiállítás, Műcsarnok, Budapest
- 1988 – Glaskunst aus Ungarn, Glasmuseum, Frauenau
- 1988 – Contemporary Hungarian Glass, Hága, Maastricht
- 1988 – Magyar Képzőművészeti Kiállítás, Aachen
- 1988 – Les Materiaux (FRAC) Rouen
- 1989 – 16th Annual Glass International Invitational, Habatat Galleries
- 1989 – XXI. FIDEM, Colorado Springs, USA
- 1989 – Expressions en Verre, Musée des Arts Décoratifs, Lausanne
- 1989 – Le Verre Grandeur Nature, Florel des Paris
- 1990 – The Suntory Prize '90, Suntory Museum of Art, Tokió
- 1990 – Glass '90 in Japán, Tokió
- 1990 – Neues Glas in Europe, Kunstmuseum, Düsseldorf
- 1991 – A Smohay–díj 10 éve, Csók István Képtár, Székesfehérvár
- 1991 – BIVA Biennale International du Verre d'Art Contemporain, Musée Léger, Biot
- 1991 – 19th Annual International Glass Invitational, Habatat Galleries, Detroit, USA
- 1991 – „Voyage Extréme” Carpe Diem Gallery, Párizs
- 1991 – Friends of Birdyland, Carpe Diem Gallery, Párizs
- 1992 – Nemzetközi Szobrászati Triennále, Osaka
- 1993 – Stúdióüveg, Szentendrei Képtár, Szentendre
- 1994 – 80-as évek - Képzőművészet, Ernst Múzeum, Budapest
- 1994 – World Glass Now '94, Szapporo
- 1994 – Az európai design új évszázada, Tokió
- 1995 – Keleti inspirációk, Sándor-palota, Budapest
- 1995 – Bartók a képzőművészetben, Zenetörténeti Múzeum, Budapest
- 1995 – Helyzetkép/Magyar Szobrászat, Műcsarnok, Budapest
- 1996 – In memoriam 1956, Művelődési Ház, Mosonmagyaróvár
- 1996 – Suntory Prize '96, Suntory Museum of Art, Tokió
- 1997 – G. A. S. Expo és konferencia, Foster White Gallery, Seattle
- 1998 – Az üveghegyen innen és túl, Laczkó Dezső Múzeum, Veszprém
- 1998 – 1848-as emlékkiállítás, Veszprémi Egyetem, Veszprém
- 1998 – FIDEM, Hága
- 1998 – Monumentális szobrászat, Bryan Ohno Gallery, Seattle.
- 2012 Régi Művésztelepi Galéria, Szentendre; Ámos Imre és a XX. század - kortárs összművészeti kiállítás
- 2013 Dunaszerdahely, Kortárs Magyar Galéria; Pécs, Fő téri Galéria; Berlin, Collegium Hungaricum Berlin; Budapest, Rumbach Sebestyén utcai zsinagóga - Ámos Imre és a XX. század - kortárs összművészeti kiállítás

## Munkái közgyűjteményben
- British Museum, London
- Corning Museum of Glass, New York
- Detroit Institute of Arts, Detroit
- Fővárosi Képtár, Budapest
- Glasmuseum, Ebeltoft
- Glasmuseum Frauenau
- Janus Pannonius Múzeum, Pécs
- Kunstmuseum, Düsseldorf
- Kunstsammlungen der Veste Coburg, Coburg
- Laczkó Dezső Múzeum, Veszprém
- Liberty Museum, Philadelphia
- Liszt Ferenc Múzeum, Sopron
- Magyar Nemzeti Galéria, Budapest
- Musée des Arts Décoratifs, Lausanne
- Musée des Arts Décoratifs, Párizs
- Musée du Verre, Sars–Poteries
- Musée des Beaux-Arts, Rouen
- Museum Rheinbach
- Savaria Múzeum, Szombathely
- Shimonosekui City Art Museum, Jamaguchi
- Stadt Fellbach,
- Suntory Museum, Tokió
- Szent István Király Múzeum, Székesfehérvár
- Szombathelyi Képtár, Szombathely
- Jokohama Museum

## Művei (válogatás)

### Köztéri művei
- Előcsarnoki óra (diploma munka), 1973. Közlekedési és Távközlési Műszaki Főiskola, Győr
- Pályaudvari óra (krómacél), 1973. Balatonfüred MÁV-pályaudvar
- 3 dombormű (krómacél), 1979. Gyógyszertári Központ, Budapest
- Előcsarnoki óra, digitális óra (krómacél), 1980. Megyei kórház, Kecskemét
- Emlékmű a II. világháború székesfehérvári áldozatainak (gránit), 1995. Székesfehérvár, Országzászló tér
- Mikrokozmosz (üveg, mészkő), 1996. Zenetörténeti Múzeum kertje
- Harang, 1995. Székesfehérvár, Városház tér
- Forradalom lángja (fekete gránit), 1996. Budapest, Kossuth Lajos tér
- Peheia, Veszprém, Budapesti út
- Holocaust emlékmű, 2004, Tata
- Benedek István síremléke 1998. (Budapest, Farkasréti temető, művészparcella).

### Egyéb művei
- Menny és pokol
- Cseppkő
- Földrengés, 2003
- Áttörés (krómacél, üveg), 1977.
- Tektit 2. 1987 (Magyar Nemzeti Galéria)
- Privát univerzum (vasláda, kő, üveg), 2005.
- Földanya, 1995
- Mikrokozmosz (Ragasztott, csiszolt, polírozott üveg), 1999
- Stephaneum makett, 1990-es évek
- Történelemkönyv
- Történelemkönyv
- A szabadság torzója, 2003 (Bohus Zoltánnal)
- Kelet-Nyugat East-West (üveg, fa), 2006.

### Publikációja
Lugossy Mária: A létezésen innen és túl In: Új Forrás, 2003. 6. szám